# فيليب حبيب
فيليب حبيب (بالإنجليزية: Philip Habib) (1920 - 1992) دبلوماسي من الولايات المتحدة من أصول لبنانية مارونية برز اسمه عالميا لدوره في أحداث غزو لبنان 1982 حيث تمكن حبيب من إبرام اتفاق لوقف إطلاق النار بين إسرائيل ومنظمة التحرير الفلسطينية في يوليو 1981 وتمكن أيضا في 18 اغسطس 1982 من إبرام وقف آخر لإطلاق النار بين الطرفين، إتسمت علاقاته بالتشنج مع وزير الخارجية الأمريكية آنذاك ألكسندر هيج حيث كان هيج يمثل تيارا يمينيا داعما لإسرائيل في أثناء حرب لبنان 1982.
تخرج حبيب من كلية علوم الغابات في أيداهو عام 1942 وخدم في الجيش الأمريكي لحد 1946 وحصل على دكتوراه الفلسفة في الاقتصاد الزراعي. بدأ حبيب مسيرته في السلك الدبلوماسي عام 1949 كمبعوث للولايات المتحدة في قنصليات كندا ونيوزيلندا وكوريا الجنوبية وفيتنام وشغل منصب نائب وزير الخارجية الأمريكية لشؤون شرق آسيا من 1967 إلى 1969. في عام 1982 ونتيجة لدوره في إبرام اتفاقية وقف القتال في غزو لبنان 1982 تم منحه ميدالية الحرية من قبل الرئيس الأربعين للولايات المتحدة الأمريكية، رونالد ريغان.
في الخامس والعشرين من مايو 1992م توفي فيليب تشارلز حبيب عن عمر ناهز ال72.

## مصدر
- نسخة محفوظة 24 يناير 2021 على موقع واي باك مشين.

## روابط خارجية
- فيليب حبيب على موقع الموسوعة البريطانية (الإنجليزية)
- فيليب حبيب على موقع مونزينجر (الألمانية)
- فيليب حبيب على موقع إن إن دي بي (الإنجليزية)